# تاونلی (آلاباما)
تاونلی (به انگلیسی: Townley) یک منطقهٔ مسکونی در ایالات متحده آمریکا است که در شهرستان واکر، آلاباما واقع شده‌است. تاونلی ۱۰۳٫۰۲ متر بالاتر از سطح دریا واقع شده‌است.